# Małaja Gorka (rejon wołogodzki)
Małaja Gorka (ros. Малая Горка) – wieś w Rosji, w rejonie wołogodzkim obwodu wołogodzkiego. W 2010 r. liczyła 2 mieszkańców.